# Harry Watson (ijshockeyer, geboren 1898)
Harold Ellis (Harry) Watson (St. John's (Newfoundland en Labrador), 14 juli 1898 - London (Ontario), 11 september 1957) was een Canadese ijshockeyspeler. Watson won als speler van de Toronto Granites tweemaal de Allan Cup, en mocht met zijn ploeggenoten Canada vertegenwoordigen op de Olympische Winterspelen 1924. Watson maakte in vijf wedstrijden 37 doelpunten, een record wat tot de dag van vandaag is blijven staan. Watson won met zijn ploeggenoten de gouden medaille. Watson werd ondanks lucratieve aanbiedingen nooit professional.